# Ernest Faber
Ernest Anthonius Jacobus Faber (ur. 27 sierpnia 1971 w Geldrop) – piłkarz holenderski grający na pozycji środkowego obrońcy. W reprezentacji Holandii rozegrał 1 mecz. Od 2016 roku jest trenerem FC Groningen.

## Kariera klubowa
Karierę piłkarską Faber rozpoczął w klubie DBS. Następnie w 1990 roku został zawodnikiem NEC Nijmegen i wtedy też awansował do kadry pierwszej drużyny. W Eredivisie zadebiutował 25 sierpnia 1990 w wygranym 2:1 wyjazdowym meczu z MVV Maastricht. W zespole NEC grał przez jeden sezon.
W 1991 roku Faber odszedł z NEC Nijmegen do Sparty Rotterdam. W nowym zespole po raz pierwszy wystąpił 16 sierpnia 1991 w zremisowanym 1:1 wyjazdowym spotkaniu z FC Volendam. Zawodnikiem Sparty był przez cały sezon 1991/1992.
W 1992 roku Faber ponownie zmienił klub i podpisał kontrakt z PSV Eindhoven. Zadebiutował w nim 2 września 1992 w wygranym 3:0 domowym meczu z Cambuurem Leeuwarden. W 1994 roku został wypożyczony do FC Groningen (debiut: 20 lutego 1994 w zremisowanym 1:1 meczu z FC Twente), w którym spędził pół roku. Piłkarzem PSV był do końca sezonu 2003/2004, kiedy zakończył karierę piłkarską. Z PSV wywalczył cztery tytuły mistrza kraju latach 1997, 2000, 2001 i 2003 oraz zdobył Puchar Holandii w 1996 roku, a także sześciokrotnie Superpuchar w latach 1995, 1996, 1997, 1999, 2000 i 2002.
| Sezon   | Klub             | Kraj     | Rozgrywki  | Mecze | Bramki |
| ------- | ---------------- | -------- | ---------- | ----- | ------ |
| 1990/91 | NEC Nijmegen     | Holandia | Eredivisie | 30    | 0      |
| 1991/92 | Sparta Rotterdam | Holandia | Eredivisie | 32    | 0      |
| 1992/93 | PSV Eindhoven    | Holandia | Eredivisie | 18    | 0      |
| 1993/94 | PSV Eindhoven    | Holandia | Eredivisie | 5     | 0      |
| 1993/94 | FC Groningen     | Holandia | Eredivisie | 11    | 0      |
| 1994/95 | PSV Eindhoven    | Holandia | Eredivisie | 21    | 1      |
| 1995/96 | PSV Eindhoven    | Holandia | Eredivisie | 12    | 2      |
| 1996/97 | PSV Eindhoven    | Holandia | Eredivisie | 9     | 0      |
| 1997/98 | PSV Eindhoven    | Holandia | Eredivisie | 21    | 2      |
| 1998/99 | PSV Eindhoven    | Holandia | Eredivisie | 3     | 0      |
| 1999/00 | PSV Eindhoven    | Holandia | Eredivisie | 17    | 1      |
| 2000/01 | PSV Eindhoven    | Holandia | Eredivisie | 14    | 0      |
| 2001/02 | PSV Eindhoven    | Holandia | Eredivisie | 20    | 0      |
| 2002/03 | PSV Eindhoven    | Holandia | Eredivisie | 22    | 0      |
| 2003/04 | PSV Eindhoven    | Holandia | Eredivisie | 0     | 0      |

## Kariera reprezentacyjna
Swój jedyny mecz w reprezentacji Holandii Faber rozegrał 24 lutego 1998 roku. Było to towarzyskie spotkanie z Meksykiem, wygrane przez Holandię 3:2.